# Dubí (Svinov)
Dubí je osada patřící do ostravského městského obvodu Svinov. Bylo označována jako vstupní brána do přírodní rezervace Rezavka. Nyní však je Dubí od rezervace odříznuté řekou Odrou, magistrálou Rudná, dálnicí D1 a železniční tratí.
Mezi nejvýznamnější objekty v Dubí patřil mlýn, který byl písemně zaznamenán před více než pěti sty lety. V průběhu staletí se měnil a modernizoval. Poslední významnou změnu provedl v roce 1903 František Strnad, který z mlýna udělal parní mlýn s velkopekárnou. Obdoba Odkolkových mlýnů v Praze pak dodávala mouku, pečivo a strouhanku do většiny ostravských prodejen. Po druhé světové válce byl zbourán. Jednalo se o poslední mlýn v Poodří. Zajímavostí je, že se jednalo o ryze český mlýn.
Dalším významným a dosud existujícím objektem je lihovar. Ten patřil Němcům. V roce 1899 jej postavil podnikatel Vilém Grauer. Lihovar je charakteristický svou novogotickou podobou. Za tu vděčí historické stylizace severoněmecké architektury, kterou lze v méně vyhrazené podobě nalézt také na jiných místech Ostravy. Budova je tvořena kombinací omítnutého a režného zdiva, na oknech nalezneme zdobné římsy. Kdo budovu projektoval, není známo, historici se však domnívají, že se jednalo o opavského stavitele Julia Lundwalla. Ve své době bylo místo pro podnik zvoleno dobře, protože se nacházelo poblíž svinovského nádraží. Lihovar patřil mezi nejmodernější v českých zemích – vyráběl absolutně čistý líh a jako vedlejší produkty ether a octan amylnatý. V roce 1990 bylo veškeré technologické zařízení odvezeno a od té doby celý areál chátrá. V současné době je tato industriální památka ve velmi špatném stavu.